# Offer sheet
Dans les sports professionnels d'Amérique du Nord, une offer sheet ou offre hostile est un contrat passé entre une équipe et un agent libre restreint d'une autre équipe. L'équipe qui dispose des droits du-dit joueur a une période de temps déterminée pour égaler l'offre, sous peine de perdre le joueur en question. Ce genre de contrat est offert dans la Ligue nationale de hockey (LNH), la National Basketball Association (NBA) et la National Football League (NFL).

## LNH
Dans la Ligue nationale de hockey, une équipe peut offrir une offer sheet à un agent libre restreint appartenant à une autre équipe. Si le joueur accepte l'offre, l'équipe qui possède les droits du joueur a sept jours pour égaler l'offre offert. Si cette équipe n'égale pas l'offre, elle perd le joueur au profit de sa nouvelle équipe et reçoit en guise de compensation un ou des choix de repêchage, qui dépendent du salaire annuel moyen du joueur, de la part de l'équipe ayant fait l'offre.

## NBA
Dans la NBA, une équipe peut déposer une offre hostile à un joueur autonome avec restriction. L'ancienne équipe d'un joueur à l'encontre duquel une offre hostile est déposée a deux jours pour égaler l'offre. Cependant, contrairement à la LNH, une équipe qui perd un joueur à une offre hostile ne reçoit pas de compensation.